# Félarányos képviselet
A félarányos képviselet olyan többgyőzteses választási rendszerek eredménye, amely (általában pártlistás rendszer használatával) lehetővé teszi politikai kisebbségek képviseletét, de nem célja, hogy a versengő politikai erők erejét arányosan tükrözze a szavazatok alapján. A félarányos szavazási rendszerek kompromisszumnak tekinthetők az arányos képviselet formái, mint például a pártlistás arányos rendszerek, és a többségi rendszerek, mint például az egyszeri többségi rendszer között. A félarányos rendszerek példái közé tartozik az egyetlen nem-átruházható szavazat, a korlátozott (elfogadó) szavazás és a párhuzamos szavazás (árokrendszer).

## Félarányos rendszerek
A legtöbb arányos képviseleti rendszer nem hoz pontosan arányos eredményt a választási küszöbök, kis választási régiók vagy más, választott testületenként eltérő végrehajtási részletek miatt. Ez a cikk elsősorban azokkal a rendszerekkel foglalkozik, amelyek eleve mérsékelten arányos választási eredményeket produkálnak.
A félarányos választási rendszer alkalmazása szándékos kísérlet lehet az egypárti dominancia és az arányos képviselet közötti egyensúly megtalálására. A félarányos rendszerek lehetővé tehetik azoknak a pártoknak a méltányosabb képviseletét, amelyek nehezen tudnak egyéni mandátumot szerezni, miközben megtartják annak lehetőségét, hogy az egyik párt megszerezze a teljes többséget, ha elsöprő győzelmet arat.
Mivel számos arányossági mérőszám létezik, és mivel nincs objektív küszöb, eltérhetnek a vélemények arról, hogy mi számít félarányos rendszernek, szemben a többségi vagy teljesen arányos rendszerek definíciójával.

### Egyéni rendszerek
Általában félarányosnak tekintik azokat a választási rendszereket, amelyekben a pártok csak szavazóik koordinálásával tudják elérni az arányosságot. Nem többségiek, hiszen tökéletes esetben arányos lesz az eredmény, de nem is arányosak, hiszen egy ilyen tökéletes eset nagyon nagyfokú koordinációt igényel. Ilyen rendszerek magukban foglalják az egyetlen nem-átruházható szavazatot és a korlátozott blokkszavazást, amelyek közül az utóbbi annál kevésbé lesz arányos, minél több szavazattal rendelkeznek az egyes szavazók. Az összesített szavazás a kisebbségi képviseletet is lehetővé teszi, a szavazatokat azon jelöltek számára koncentrálva, amelyet minden kisebb párt támogatni tud.
A párton kívüli rendszerek e csoportja, legalábbis technikailag, pártoktól mentes. Természetesen a jelöltek egy csoportja koordinálhatja kampányát, és politikailag párttagként mutatkozhat be, de a választóknak nem kötelező tiszteletben tartaniuk ezeket a pártkapcsolatokat, és általában lehetségesek a panachage formái.
Egyetlen átruházható szavazat (STV)
Vannak, akik az STV-t félarányos rendszernek tartják. Az arányosság mértéke országszerte a választókerületek átlagos méretétől függ. A 2011-es ír választásokon a Fine Gael kilenc mandátummal (4,8%) maradt el az összesített többségtől, mindössze 36,1%-kal az elsőbbségi szavazatok közül. A választás eredménye azonban kivételes volt, és a Fine Gael részesült a magas szintű átigazolásokból azok részéről, akik nem helyezték első helyre őket. Az STV-ben egy párt a szavazatok 50%-ánál lényegesen kevesebbel szerezheti meg az összesített többséget, de csak akkor, ha a párt azoktól is magas szintű transzfert kap, akik nem helyezik első helyre. Mivel hiányzik belőle az önkényes országos választási küszöb, az arányosság szintje még az ír 3-5 mandátumos rendszerben sem tér el túlságosan az ilyen küszöbökkel rendelkező országoktól.

### Pártlistás rendszerek
A félarányos képviselet egyéb formái a pártlistákon alapulnak, vagy legalábbis azokat is használják a mandátumok kiosztásához. A világszerte hatékonyan alkalmazott választási rendszereket tekintve három általános módszer létezik a többségi szabály megerősítésére az alapvető arányos mechanizmusoktól kezdve: párhuzamos szavazás (árokrendszer), többségi bónusz és rendkívül csökkentett választókerületi nagyságrend.
A vegyes arányos választási rendszer félarányos megfelelője, az additional member system esetében, a kompenzációs nem elegendőek az eredeti rendszer aránytalanságának kiegyenlítéséhez, különösen a walesi nemzetgyűlésben, ahol a tagok mindössze 33,3%-a kompenzál. A Nagy-Britanniában additional member system emlegetett választási rendszert a skót parlament és a Londoni Közgyűlés is használják, általában arányos eredményekkel. Hasonlóképpen a töredékszavazat-visszaszámláláson alapuló vegyes egyszavazatos rendszerekben a kompenzációs mandátumok száma túl alacsony (vagy túl magas) lehet az arányosság eléréséhez, iyen rendszert alkalmaznak Magyarországon az önkormányzati választásokon. A scorporo nevű hibrid rendszer, amit 1993-tól 2005-ig használtak az olasz parlament választására, és a magyar Országgyűlés választási rendszere szintén speciális esetek, amelyek párhuzamos szavazáson alapulnak, de tartalmaznak kompenzációs mechanizmusokat is, amelyek azonban nem elegendőek az arányos eredmények biztosításához.
Az arányos a nagy pártok megerősítésének legegyszerűbb mechanizmusa egy erősen lecsökkentett (regionális) választókerületi nagyság, így csökkentve a kisebb nemzeti pártok mandátumszerzési lehetőségét. Míg a spanyol választási rendszert továbbra is az arányos képviselet egyik formájának tekintik, a Chilében használt binomiális szavazási rendszer gyakorlatilag kétpárti uralmat hoz létre az országban.
Az utolsó, általában félarányosnak tekintett főcsoportot a párhuzamos szavazási (árokrendszer típusú) modellek alkotják. A mexikói képviselőháznál 1996 óta alkalmazott rendszer párhuzamos szavazási rendszernek minősül, amelyet a pártok felülreprezentáltsága érdekében a listás mandátumok felső határa (8%) módosított.

## Fordítás
Ez a szócikk részben vagy egészben  a   Semi-proportional representation című angol Wikipédia-szócikk ezen változatának fordításán alapul.  Az eredeti cikk szerkesztőit annak laptörténete sorolja fel. Ez a jelzés csupán a megfogalmazás eredetét és a szerzői jogokat jelzi, nem szolgál a cikkben szereplő információk forrásmegjelöléseként.